# Sarcófago de las Puertas del Hades
El sarcófago de las Puertas del Hades es un sarcófago romano del siglo III hallado en el barrio de la Huerta de San Rafael en Córdoba, a unos 250 metros del sarcófago paleocristiano de Córdoba. Actualmente se expone en el Alcázar de los Reyes Cristianos.

## Hallazgo
El sarcófago fue descubierto el 5 de julio de 1958 mientras se estaban realizando unas mejoras del alcantarillado en la calle El Laurel, 7 del barrio de la Huerta de San Rafael de Córdoba, bajo unos terrenos que habían sido propiedad del torero Rafael González Madrid, más conocido como Machaquito. A pesar de que se encontraba en su lugar original, a unos 3,5 metros bajo el suelo, se encontró expoliado, ya que carecía de su tapa marmórea y de restos óseos en su interior.
El sarcófago se halló donde se cree que existe una necrópolis romana, debido al hallazgo de otros sarcófagos y urnas cinerarias, hecho que no sería extraño al encontrarse fuera de las murallas de la Córdoba romana. Para extraer el sarcófago se realizó una rampa en la que se hallaron tres fragmentos de inscripciones, actualmente expuestas junto al sarcófago, aunque de imposible traducción al estar incompletas. Asimismo, se encontraron una serie de seis fragmentos que parecen pertenecer a la desaparecida tapa del sarcófago, que según Antonio García y Bellido en 1959 se encontraban en el despacho del alcalde de Córdoba. El sarcófago fue trasladado al Alcázar de los Reyes Cristianos que en ese momento se encontraba en proceso de recuperación por el arquitecto Víctor Escribano Ucelay con el apoyo del alcalde Antonio Cruz Conde.

## Datación

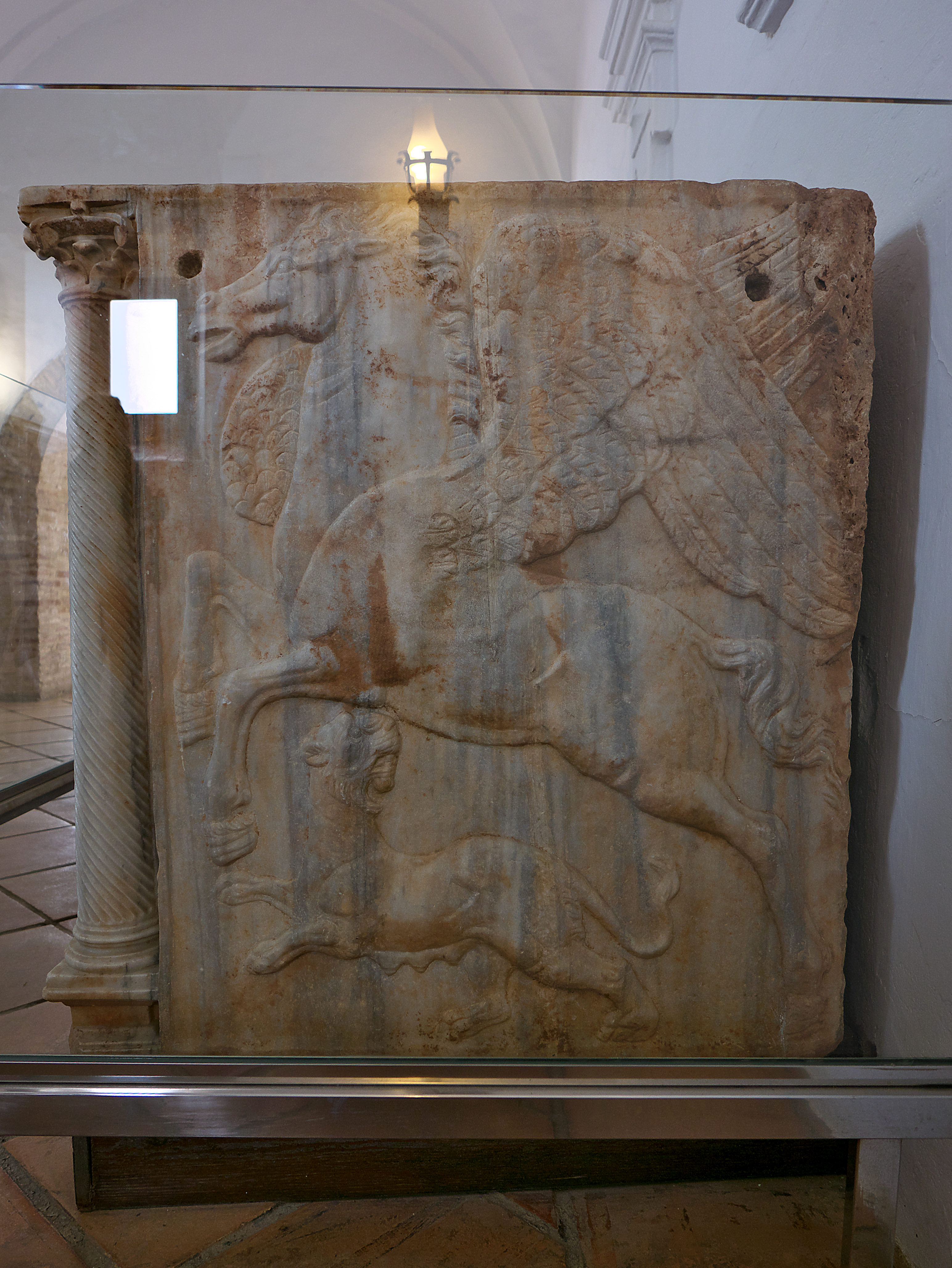
En los laterales aparece el caballo alado Pegaso.

La pieza se han datado de comienzos del siglo III por determinadas técnicas como el uso del trépano, presente en la barba del filósofo, así como en los leones y los carneros. Además, resulta de gran ayuda el tocado de la filósofa acompañante, que coincide con la moda impuesta entre los años 220 y 235 según las monedas romanas de esta época de algunas emperatrices como Aquilia Severa (220-222) o Annia Faustina (221). Sin embargo, la barba, el bigote y el cabello del difunto corresponde a unas décadas más tarde, por lo que el sarcófago podría haberse realizado sobre la década de 220, a excepción de los retratos de los compradores, que podrían haber adquirido la pieza entre los años 240-250, ya que el cabello del varón coincide con las modas de época del emperador Filipo el Árabe (r. 244-249).
Su lugar de fabricación casi con total seguridad fue Roma, donde se realizaban numerosos sarcófagos prefabricados para luego ser exportados a lugares como Hispania o la Galia. Los retratos se realizarían en vida, aunque su fallecimiento probablemente se produciría poco después, ya que la edad promedio de vida se encontraba en torno a los 40 años, edad que parecen representar los difuntos.

## Descripción
Está realizado en mármol de una única pieza labrada en tres de sus caras. Sus dimensiones son de 2,36 x 1,06 x 1,03 metros, mientras que el grosor de sus paredes oscila entre 8 y 12 centímetros.
Su parte frontal está dividida en tres paños, representándose en el central las puertas del Hades o Inframundo entreabiertas con figuras de leones y carneros, simbología asociada a Dioniso como deidad funeraria, así como pavos reales comiendo de un cesto de frutas, representando la inmortalidad, y tritones, representando el viaje por el océano hasta la Isla de los Bienaventurados. El paño derecho muestra al difunto con toga y junto a su maestro barbudo, imagen del filósofo que lo ha preparado para la vida eterna; mientras que en el paño izquierdo se exhibe a la difunta junto a su maestra, en una escena similar a la de su marido. Esta escena era muy típica entre las familias cultas que seguían el estoicismo, como el cordobés Séneca, ya que pensaban que la sabiduría era la mejor preparación para la vida de ultratumba.
En las esquinas se muestran columnas estriadas y en ambos laterales se aprecia la imagen del caballo alado Pegaso, como una metáfora del último vuelo del alma, y la pantera, símbolo báquico.